# Liste der Biografien/Wiem
Liste der Biografien |
Portal Biografien |
Personensuche
# |
A |
B |
C |
D |
E |
F |
G |
H |
I |
J |
K |
L |
M |
N |
O |
P |
Q |
R |
S |
T |
U |
V |
W |
X |
Y |
Z |
?
 
Wa |
Wc |
Wd |
We |
Wh |
Wi |
Wj |
Wl |
Wn |
Wo |
Wr |
Ws |
Wt |
Wu |
Ww |
Wy |
Wz
 
Wia |
Wib |
Wic |
Wid |
Wie |
Wif |
Wig |
Wih |
Wii |
Wij |
Wik |
Wil |
Wim |
Win |
Wio |
Wip |
Wir |
Wis |
Wit |
Wiv |
Wiw |
Wix |
Wiz
 
Wiea |
Wieb |
Wiec |
Wied |
Wief |
Wieg |
Wieh |
Wiej |
Wiek |
Wiel |
Wiem |
Wien |
Wiep |
Wier |
Wies |
Wiet |
Wiev |
Wiew |
Wiey |
Wiez
Die Liste der Biografien führt alle Personen auf, die in der deutschsprachigen Wikipedia einen Artikel haben. Dieses ist eine Teilliste mit 48 Einträgen von Personen, deren Namen mit den Buchstaben „Wiem“ beginnt.

## Wiem

### Wiema
- Wieman, Bernard (1872–1940), deutscher Jurist und Schriftsteller
- Wieman, Carl Edwin (* 1951), US-amerikanischer Physiker
- Wieman, Henry Nelson (1884–1975), US-amerikanischer Philosoph, Theologe und Hochschullehrer
- Wieman, Howard, US-amerikanischer experimenteller Kernphysiker
- Wieman, Mathias (1902–1969), deutscher Schauspieler
- Wiemann, Caroline (* 1992), deutsche Journalistin
- Wiemann, David (1885–1948), deutscher Botaniker und Lehrer
- Wiemann, Dirk (* 1964), deutscher Anglist und Hochschullehrer
- Wiemann, Ernst (1919–1980), deutscher Opernsänger (Bass)
- Wiemann, Günter (1922–2016), deutscher Ingenieur und Hochschullehrer
- Wiemann, Horst (* 1960), deutscher Handballspieler und -trainer
- Wiemann, Michael (* 1987), deutscher Fußballspieler
- Wiemann, Niklas (* 1999), deutscher Fußballspieler
- Wiemann, Robert (1870–1965), deutscher Dirigent und Komponist
- Wiemann, Tobias (* 1981), deutscher Filmregisseur

### Wiemb
- Wiemberg, Erick (* 1994), chilenischer Fußballspieler

### Wieme
- Wiemeler, Ignatz (1895–1952), deutscher Buchbinder
- Wiemer, Björn (* 1966), deutscher Slawist
- Wiemer, Christl (1929–2021), deutsche Filmregisseurin
- Wiemer, Daniel (* 1976), deutscher Musiker und Schauspieler
- Wiemer, Hans-Ulrich (1929–2012), deutscher Filmregisseur
- Wiemer, Hans-Ulrich (* 1961), deutscher Althistoriker
- Wiemer, Jason (* 1976), kanadischer Eishockeyspieler
- Wiemer, Karl (1914–2001), deutscher Radsportler und Radsporttrainer
- Wiemer, Otto (1868–1931), deutscher Politiker (FVP, FVp, DVP), MdR
- Wiemer, Philipp (1849–1924), deutscher Politiker (SPD), MdR
- Wiemer, Robert (1938–2014), US-amerikanischer Fernsehproduzent, Regisseur und Drehbuchautor
- Wiemer, Rudolf Otto (1905–1998), deutschsprachiger Lyriker und Pädagoge
- Wiemer, Susanne U. (1945–1991), deutsche Schriftstellerin
- Wiemer, Vincent (* 2004), deutscher SchauspielerVincent Wiemer (* 2004)

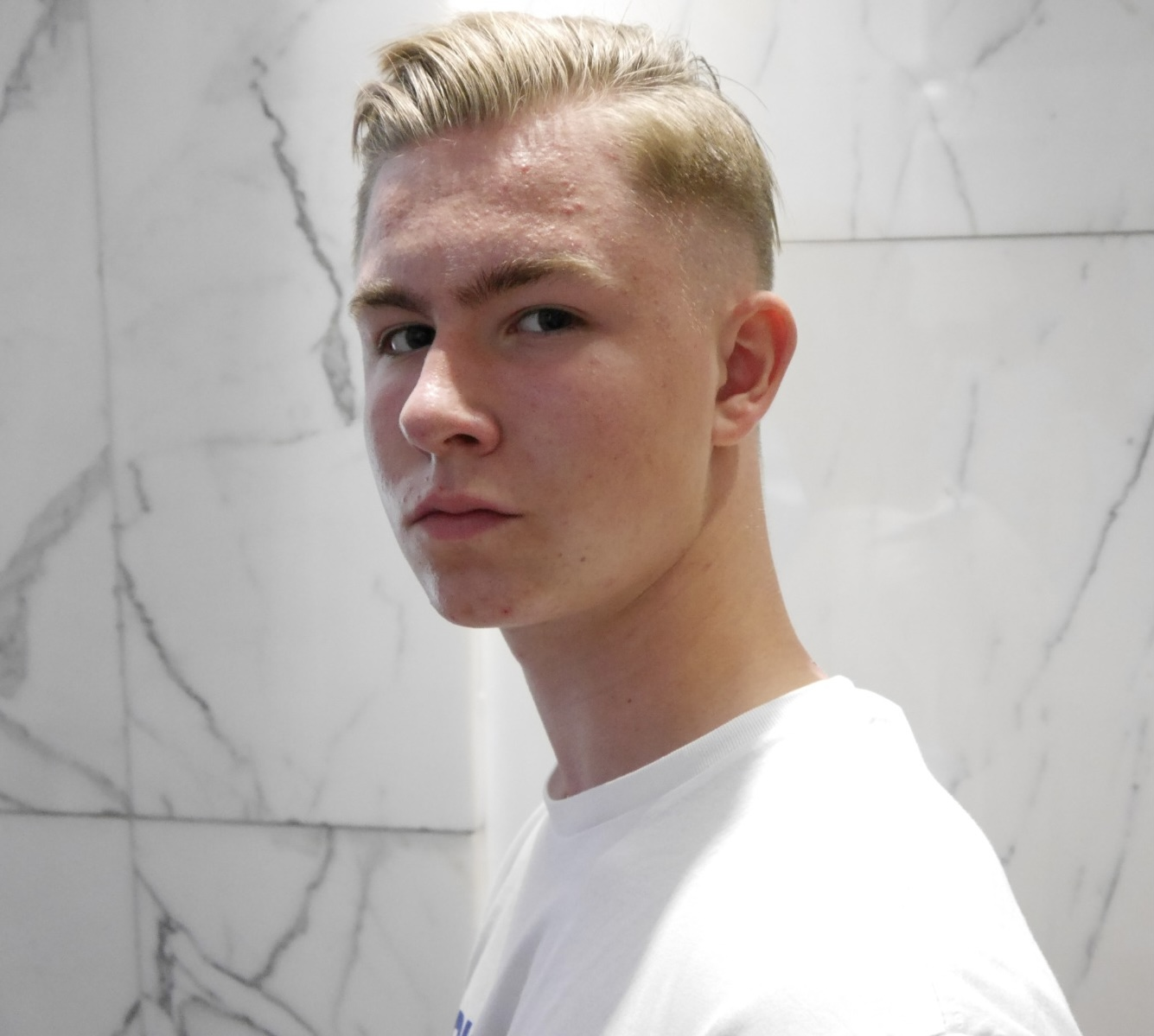
Vincent Wiemer (* 2004)

- Wiemer, Wolfgang (1934–2023), deutscher Kirchenmusiker, Komponist und Hochschuldozent
- Wiemers, Andreas (* 1966), deutscher Fernsehjournalist und Satire-Autor
- Wiemers, Detlef (* 1953), deutscher Fußballspieler
- Wiemers, Felix (* 1988), deutscher Kunstturner und Freerider (Ski)
- Wiemers, Gerald (1941–2021), deutscher Archivar und Historiker
- Wiemers, Kurt (1920–2006), deutscher Anästhesist
- Wiemers, Michael (* 1955), deutscher Kunsthistoriker
- Wiemers, Sabine (* 1965), deutsche Illustratorin
- Wiemerslage, Juliane (* 1958), deutsche Managerin
- Wiemes, Johannes-Theodor (* 1960), deutscher Musiker (Hornist)
- Wiemeyer, Joachim (* 1954), deutscher katholischer Theologe
- Wiemeyer, Josef (* 1960), deutscher Sportwissenschaftler und Hochschullehrer

### Wiemk
- Wiemken der Ältere, Edo († 1415), Häuptling der Gaue Östringen und Rüstringen sowie über Bant und das Wangerland
- Wiemken, Edo der Jüngere († 1511), Regent der Herrschaft Jever
- Wiemken, Hans-Joachim (1926–1970), deutscher Ruderer
- Wiemken, Helmut (* 1926), deutscher Literaturwissenschaftler und Übersetzer
- Wiemken, Walter Kurt (1907–1940), Schweizer Maler

### Wiems
- Wiems, Erich (1883–1940), deutscher Journalist